# Країна На
Країна На (яп. 奴国, なこく / なのくに, накоку / нанокуні) — одна з країн людей ва, давніх мешканців Японського архіпелагу, про яку згудують китайські історичні хроніки. Китайська назва — країна Ну або Нуго.

## Короткі відомості
Країна На згадується у «Книзі Пізньої Хань» та «Переказі про людей ва Записів Вей». Китайські хроніки визначають її як суспільно-політичну організацію народу ва, стародавніх японців.
«Книга Пізньої Хань» описує прибуття послів країни На з даниною до Китаю в 57 році. Повідомляється, що посли називали себе «великими мужами» дафу. У відповідь на данину китайський імператор Гуан У дарував правителю країни На титул вана і золоту печатку. У зв'язку з цим ця країна ставала членом китаєцентричної системи міжнародних відносин і, водночас, визнавала свою залежність від Китаю.
«Переказ про людей ва Записів Вей» згадує про країну На 3 століття. Вона перебуває в залежності від могутнього сусіда, японської держави Яматай, якою керує ван-жінка Хіміко. На цю залежність вказує відсутність згадки про власного вана країни На та повідомлення про місцевих чиновників.
|  | Пройшовши на південний схід сто лі, дістаються країни Ну. Її чиновник зветься сімагу, а його помічник — біну-улі. Тут є двадцять тисяч з лишком дворів. |

|  | ...На північ від країни вана-жінки Яматай кількість дворів і відстань можна описати скорочено, [але] решта сусідніх країн дуже далеко, так що неможливо отримати деталі про них... ...далі країна Уну, далі — країна Ну. На цьому вичерпуються кордони країни вана-жінки. |

На основі «Переказу про людей ва Записів Вей» країну На традиційно розташовують на півночі японського острова Кюсю. Знахідка в 1784 році золотої печатки, що була подарована китайцями в 1 столітті, допомогла локалізувати країну на території сучасного міста Фукуока однойменної префектури. Історики вважють, що На могла знаходитись в районі сучасної затоки На або кварталу Нанокава міста Фукуока.
Після 3 століття відомості про країну На в китайських джерелах пропадають. Проте у японських хроніках 8 століття, що описують часи молодої японської держави Ямато 3 — 4 століть, згадується така адміністративна одиниця як округа На , що розташовувалась на території сучасної Фукуоки. Це повідомлення може свідчити про інкорпорування колишньої країни На до складу Ямато у 3 столітті.